# Paraembolides cannoni
Paraembolides cannoni là một loài nhện trong họ Hexathelidae. Loài này phân bố ở Queensland.